# Andrej Reya
Andrej Reya, tudi Andrej Reja, slovenski duhovnik in katehetski pisec in, * 22. oktober 1752, Krmin na Goriškem krasu, † 26. september 1830, Bistrica ob Sotli.

## Življenje
Andrej Reya se je rodil v Krminu na Goriškem na Furlanski meji. Teologijo je študiral v Gorici in v Vidmu, kjer je bil leta 1775 posvečen. Od leta 1776 je kot kaplan služboval v Zibiki, pri Sv. Štefanu, v Šmarju pri Jelšah, od leta 1794 je bil provizor in med leti 1795–1804 župnik v Zibiki, med leti 1804–1814 župnik in dekan v Šmarju pri Jelšah. Od leta 1814 do smrti leta 1830 pa je bil župnik pri Sv. Petru pod Sv. Gorami.

## Delo
Andrej Reja je leta 1801 poslovenil veliki katekizem župnika Jakominija Doctrinae christianae expositio in prevod v dveh zvezkih izdal v Ljubljani pri Andreju Graslerju pod naslovom Keršanskiga navuka izlagaine. Kasneje je leta 1857 Slomšek v Drobtinicah objavil neko Reyevo pridigo za novo mašo v Kostrivnici iz leta 1813 in nekaj delov iz zvezkov Keršanskiga navuka izlagaine.